# El Cabrero
Pour les articles homonymes, voir José Dominguez et Dominguez.
Cet article possède un paronyme, voir Cabrero.
José Domínguez Muñoz, plus connu comme El Cabrero (en français, « le chevrier »), est un chanteur libertaire espagnol de flamenco né à Aznalcóllar, province de Séville, en 1944.

## Biographie
Sa mère, Carmen Muñoz Frías est originaire de El Casar de Escalona, province de Tolède tandis que son père, José Domínguez Márquez, est originaire de Alájar dans la province de Huelva. El Cabrero s'occupe d'élevage caprin dès son enfance, métier qu'il continue à exercer bien qu'il soit devenu une des figures les plus demandées des festivals de flamenco. 
Il commence sa carrière d'artiste en 1972 avec le groupe La Cuadra de Séville en réalisant une tournée à travers l'Espagne et divers pays d'Europe. Le succès est tel qu'il repart aussitôt en tournée mais cette fois en solo. Il commence sa tournée au Théâtre de l'Atelier à Genève en mars 1973. 
El Cabrero enregistre son premier album en 1975. Cinq ans plus tard il remporte deux prix importants de flamenco (Premios Nacionales en el Concurso Nacional de Arte Flamenco de Córdoba).
Dans les années 1990, il participe à des festivals partageant l'affiche avec Gilberto Gil ou Chick Corea. En 1993, il rejoint la tournée de Peter Gabriel à travers les États-Unis et tourne de nouveau en Europe peu après. 
El Cabrero participe à l'album de solidarité avec le Chiapas édité par le syndicat espagnol CGT, CHIAPAS: los ritmos del espejo. Il a surpris son public avec un disque de tango porteño intitulé Sin Remache. Il a également chanté avec le groupe de rock Reincidentes, tandis qu'un autre groupe de rock, Marea, a fait des reprises de El Cabrero.
En 2012, il fête ses 40 ans de carrière avec une nouvelle tournée qui passe en France (à Bayonne) le 3 novembre à l'invitation de l'amicale des anciens guérilleros Espagnol en France ( FFI) 
Engagé politiquement, El Cabrero se définit comme libertaire. Depuis les années 1970, il est proche du mouvement anarchiste. Il a longtemps été membre de la Confédération nationale du travail de tendance anarcho-syndicaliste.

## Discographie
- Diálogo sin artificios (1998)
- Sin Remache (1996, con el Tango Al Sur)
- Como el viento de poniente
- Por la huella del fandango
- De La Cuadra a La Carbonería
- Encina y cobre
- Le sigo cantando a Huelva
- Dale alas
- Que corra de boca en boca (1992)
- Luz de luna
- A mí me llaman Cabrero
- A paso lento
- Tierras duras
- A esta tierra que es mi mare
- Así canta El Cabrero (1975)
- Por los caminos del viento
- Paris 94 Live
- Pastor de Nubes (2011)

## Filmographie
- 1988 : El Cabrero, canto de la sierra, film documentaire de Béatrice Soulé, Amar Arhab, Martine Voyeux : lui même
- 2001 : El Cabrero, Cantaor de flamenco, film documentaire de Françoise Gros de Fabrique : lui même